# Vincenzo Foppa
Vincenzo Foppa (ur. 1430 w Bagnolo Mela, zm. 1515) – włoski malarz renesansowy.
Urodził się w małej miejscowości Bagnolo Mella, niedaleko Brescii w Republice Weneckiej. W 1456 roku zamieszkał w Padwie i pracował dla książąt Mediolanu. W 1489 roku powrócił do Brescii
Wzorował się na stylu Andrea del Castagno i Carlo Crivelli a także tworzył pod wpływem twórczości Mantegny. Wiele jego prac zaginęło. Jego styl miał wpływ na twórczość Vincenzo Civerchio i Girolamo Romani
Do jego najważniejszych prac należą freski obecnie znajdujące się w galerii Brera w Mediolanie

## Obrazy artysty
- Męczeństwo św. Sebastiana –  Brera w Mediolan
- Ukrzyżowanie – 1435 Accademia Carrara w Bergamo
- Św. Franciszek z Asyżu otrzymujący stygmaty – 1490 – 1515 Mediolan
- Poliptyk delle Grazie –  1500 – 1505, tempera i olej na desce 360 × 292 cm, Pinakoteka Brera Mediolan